# Crotalaria grandiflora
Crotalaria grandiflora är en ärtväxtart som beskrevs av George Bentham. Crotalaria grandiflora ingår i släktet sunnhampor, och familjen ärtväxter. Inga underarter finns listade i Catalogue of Life.